# Жеребцово (Московская область)
Жеребцово — деревня в Талдомском районе Московской области России. Входит в состав сельского поселения Квашёнковское. Население — 16 чел. (2010).

## География
Расположена на севере Московской области, в северной части Талдомского района, примерно в 12 км к северо-востоку от центра города Талдома, на правом берегу впадающей в Хотчу реки Шухормы (бассейн Угличского водохранилища). Ближайшие населённые пункты — деревни Андрейково, Никитино и Парашино.

## Население
| 1859 | 1888 | 1926 | 2002 | 2006 | 2010 |
| ---- | ---- | ---- | ---- | ---- | ---- |
| 50   | ↗70  | ↗115 | ↘12  | ↗13  | ↗16  |

## История
В «Списке населённых мест» 1862 года Жеребцово — владельческая деревня 2-го стана Калязинского уезда Тверской губернии по левую сторону Дмитровского тракта, в 49½ верстах от уездного города, при колодце, с 5 дворами и 50 жителями (22 мужчины, 28 женщин).
По данным 1888 года входила в состав Талдомской волости Калязинского уезда, проживало 14 семей общим числом 70 человек (35 мужчин, 35 женщин).
В 1915 году — 13 дворов.
Постановлением президиума ВЦИК от 15 августа 1921 года Талдомская волость была включена в состав образованного Ленинского уезда Московской губернии и стала называться Ленинской.
По материалам Всесоюзной переписи населения 1926 года — деревня Квашёнковского сельского совета Ленинской волости Ленинского уезда, проживало 115 жителей (47 мужчин, 68 женщина), насчитывалось 22 хозяйств, среди которых 21 крестьянское.
С 1929 года — населённый пункт в составе Ленинского района Кимрского округа Московской области.
Постановлением ЦИК и СНК от 23 июля 1930 года округа как административно-территориальные единицы были ликвидированы. Постановлением Президиума ВЦИК от 27 декабря 1930 года городу Ленинску было возвращено историческое наименование Талдом, а район был переименован в Талдомский.
1963—1965 гг. — Жеребцово в составе Дмитровского укрупнённого сельского района.
В 1973 году из упразднённого Игумновского сельсовета деревня Жеребцово была передана Квашёнковскому сельсовету.
В 1994 году Московской областной думой было утверждено положение о местном самоуправлении в Московской области, сельские советы как административно-территориальные единицы были преобразованы в сельские округа.
1994—2006 гг. — деревня Квашёнковского сельского округа Талдомского района.
2006—2009 гг. — деревня сельского поселения Ермолинское Талдомского района.
В 2009 году деревня Жеребцово вошла в состав сельского поселения Квашёнковское Талдомского муниципального района Московской области, образованного путём выделения из состава сельского поселения Ермолинское.